# Erziehung
Erziehung ist die pädagogische Einflussnahme auf die Entwicklung und das Verhalten Heranwachsender. Dabei beinhaltet der Begriff sowohl den Prozess als auch das Ergebnis dieser Einflussnahme.
Der Ausdruck „Erziehung“ bezeichnet im allgemeinen Sprachgebrauch sowohl die Gesamtheit allen erzieherischen Handelns, das die Personalisation, Sozialisation und Enkulturation eines Menschen steuert, als auch einzelne Teile dieses Gesamtprozesses, wie z. B. die Sexualerziehung, Gesundheitserziehung oder Verkehrserziehung. Die Wissenschaft, die sich mit dem Erziehen, der Erziehung als Tun und als Nachdenken über dieses Tun beschäftigt, ist die Pädagogik. Erziehung wird von Erziehungsnormen geleitet. Sie erfolgt im Rahmen von Erziehungskonzepten, die auf Erziehungsziele ausgerichtet sind, und greift auf Erziehungsmittel und Erziehungsmethoden zu.

## Wortherkunft und Bedeutungsfeld
Das neuhochdeutsche Verb erziehen geht auf protogermanisch *uzteuhan zurück, das althochdeutsch zu *irziohan („herausziehen“) und mittelhochdeutsch zu irziehen, derziehen, reziehen, erziehen wurde. Die einzige weitere germanische Sprache, in der das protogermanische *teuhan produktiv geworden und mit der Bedeutung von „(ein Kind) auf-/erziehen“ über das Frühmittelalterliche hinaus erhalten geblieben ist, war das Niederländische (altniederländisch *tīan → mittelniederländisch tiën). Im Neuniederländischen ging diese Bedeutung auch hier verloren, sodass das Deutsche neuzeitlich die einzige Sprache ist, in der sie mit diesem germanischen Wort verbunden wird.
Als indogermanischer Ursprung des protogermanischen Verbs *(uz)teuhan wird allerdings eine Form *deuk- rekonstruiert, die auch den lateinischen Wörtern dux („Führer“) bzw. ducere („führen“) sowie den daraus abgeleiteten Formen educare („großziehen, ernähren, erziehen“) und educatio („Erziehung“) zugrunde liegt. Das lateinische Wort bezeichnete seit der Antike sowohl das Aufziehen und die Kultivierung von Pflanzen und Nutztieren als auch die Erziehung von Personen. Nach dem Vorbild von educare nahm *irziohan noch in althochdeutscher Zeit die Lehnbedeutung „jemandes Geist und Charakter bilden und seine Entwicklung fördern“ an.
Als Substantiv zu *(uz)teuhan erschien schon im Protogermanischen die Form *tuhti-. Das folgende ahd. zuht ist – über „Unterhalt“, „Nahrung“ und „Zucht“ hinaus – auch mit den Bedeutungen „Belehrung“, „Schulung“ und „Unterweisung“ verbunden, die gleichlautende mhd. Form überdies auch mit „feiner Lebensart“, „Wohlgezogenheit“ und „Bildung des inneren und äußeren Menschen“. Seit dem Spätmittelalter erscheint auch die Wendung „Zucht und Ordnung“, die nach dem Zweiten Weltkrieg eine Pejorisierung erlebt. Das Substantiv „Erziehung“ dagegen lässt sich erst in der Neuzeit nachweisen und wird dort zunächst insbesondere auf die Viehhaltung bezogen. Diese ursprüngliche Bedeutung wird erst nach und nach durch das Signifikat „Belehrung von Menschen“ zurückgedrängt. Der erste bedeutende deutsche Wörterbuchautor, der das Wort in diesem Sinne („die Sitten, das Herz, den Geist eines Kindes bilden“) inhaltlich bestimmt, ist im ausgehenden 18. Jahrhundert Adelung. Jacob Grimm und Wilhelm Grimm weisen in ihrem Deutschen Wörterbuch etwa auf Lichtenberg hin, der den Ausdruck mit zeitgenössischer Bedeutung in seinem 1780 veröffentlichten Bericht über James Cook verwendet.
Aus dem Ursprungsbegriff hat die Sprachgebung in der Folge ein differenziertes Vokabular geschaffen, um die Nuancen des Erziehungsprozesses genauer zu erfassen: Bezeichnungen wie „Aufziehen“, „Betreuen“, „Fördern“, „Belehren“, „Unterrichten“, „Sozialisieren“, „Ausbilden“, „Bilden“ oder „Enkulturieren“ spiegeln das breite Spektrum an Erziehungsvorstellungen, Einflussnahmen und Erziehungspraktiken, mit denen „Erziehen“ zu tun hat. Es handelt sich teils um Synonyme, teils um Teilbereiche des komplexen Erziehungsprozesses mit unterschiedlichen Niveauansprüchen, die sich in unterschiedlichen Definitionen von Erziehung wiederfinden.

## Erziehung in den wissenschaftlichen Disziplinen
Die wissenschaftliche Disziplin, die sich in erster Linie und schwerpunktmäßig mit der Theorie und Praxis von Erziehung befasst, ist die Pädagogik bzw. Erziehungswissenschaft. Mit den gesellschaftlichen Strukturen des Erziehungssystems beschäftigt sich die Erziehungssoziologie, während die Pädagogische Psychologie und die Schulpsychologie die psychologischen Dimensionen der Erziehung im Blickfeld haben. Weitere Wissenschaften machen Erziehung im Rahmen ihres fachlichen Zuständigkeitsbereichs ebenfalls zum Gegenstand der Betrachtung, wie etwa die Philosophie, die Religionswissenschaft, die Rechtswissenschaft, die Politikwissenschaft, die Sportwissenschaft, die Psychologie, die Soziologie, die Sozialgeschichte oder die Kulturgeschichte. Sie tragen jeweils eine Verantwortung für einen essentiellen Beitrag aus ihren Fachgebieten zu der lebendigen Reflexion und Weiterentwicklung der Erziehungsnotwendigkeiten.

## Theoretische Begründung des Erziehungsbegriffes

### Von Seiten der Pädagogik
Die Fachrichtung innerhalb der Pädagogik, die sich mit der theoretischen Begründung des Erziehungsbegriffs beschäftigt, ist die Allgemeine Pädagogik.
Der früheste Versuch, den Begriff der Erziehung theoretisch zu begründen, stammt von Johann Friedrich Herbart (1776–1841), für den Erziehen eine gewollte, geplante, organisierte Veranstaltung ist; sie ist nicht natürlich und ereignet sich bloß, ist nicht nur Sozialisation, die gleichsam naturwüchsig geschieht, sondern eine rationale Handlung, die nach bewussten Zwecken verfährt. Sie folgt dem Wollen, aber nicht irgendeinem Wollen, sondern demjenigen Wollen, das aus einem bestimmten Gesichtskreis bzw. Gedankenkreis ergibt.
Siegfried Bernfeld schrieb 1929 aphoristisch: „Die Erziehung ist […] die Summe der Reaktionen einer Gesellschaft auf die Entwicklungstatsache.“
Eduard Spranger (1882–1963) hat seinen Versuch, Erziehung theoretisch zu begründen, anthropologisch gefasst. In seiner berühmten Parabel vom Bogenschnitzer hat er den Ursprung der Erziehung zunächst sinnfällig beschrieben. Der in vorgeschichtlicher Zeit lebende Bogenschnitzer unterbricht seine Arbeit, um einen Knaben zu zeigen, wie dieser selbst einen Bogen herstellen kann. Spranger zielt hier vor allem darauf, dass Erziehung erst möglich ist, wenn die Lebensumstände es dem Menschen erlauben, sein Kernanliegen der Überlebenssicherung einen Moment zurückzustellen.
Von einer anthropologischen Grundlage ging ein halbes Jahrhundert später auch Wolfgang Sünkel (1934–2011) aus, für den Erziehung dazu dient, die kollektive Kulturalität des Menschen zu tradieren, weil diese ja nicht genetisch übergeben werden kann. Erziehung löst das Problem, wie die nichtgenetischen Tätigkeitsdispositionen – „das sind Kenntnisse, Fertigkeiten und Willensstellungen (Motive)“ – „über die Mortalitätsschwelle hinüber gebracht werden“ können. Als Definition ergibt sich für Sünkel daraus: „Erziehung ist die vermittelte Aneignung nichtgenetischer Tätigkeitsdispositionen.“
Klaus Prange (1996) versteht Erziehung als Synchronisierung und Symmetrisierung von Zeigen und Lernen.

### Von Seiten der Psychologie
Von Seiten der Psychologie gibt es keine prominenten Anstrengungen, den Erziehungsbegriff theoretisch zu begründen; einige Autoren haben sich jedoch um die theoretische Begründung von Begriffen verdient gemacht, die als Bestandteile einer Definition für „Erziehung“ herangezogen werden können.
So unterscheiden die Autoren Heinz Walter Krohne und Michael Hock zwischen Erziehungskonzepten und Erziehungsstilen. Während Erziehungskonzepte Bündel von Einstellungen, Zielen und Überzeugungen sind, bezeichnet der Ausdruck Erziehungsstil die individuellen Verhaltenstendenzen von Eltern und Erziehern. Beispiele für Erziehungskonzepte sind eine leistungs- oder bildungsorientierte, emanzipatorische, antiautoritäre oder christliche Erziehung. Unterschiedliche Erziehungsstile dagegen zeichnen sich durch ein unterschiedlich hohes Niveau von Autorität, Responsivität und Empathie aus. Der Erziehungsstil kann sich ‒ der individuellen emotionalen und sozialen Kompetenz und dem Temperament des Erziehenden entsprechend ‒ von Person zu Person stark unterscheiden, ist beim Einzelnen aber meist recht stabil.

### Von Seiten der Soziologie
Als Vertreter der Soziologie hat sich etwa Émile Durkheim um eine theoretische Begründung des Erziehungsbegriffes bemüht. In seiner pädagogischen Hauptschrift, L’éducation morale (postum, 1923), hat er Erziehung als methodische Sozialisation bestimmt. Erziehung sei diejenige Teilmenge der Sozialisationsvorgänge, die das Kompetenzgefälle zwischen den Erwachsenen und der jüngeren Generation aufheben soll. Erziehung mache den Menschen zum sozialen Geschöpf und diene der Bestandssicherung des sozialen Systems, in dem sie stattfindet. Als eine Tätigkeit, die von pädagogischen Normen geleitet wird, sei sie allerdings keine urmenschliche Gegebenheit, sondern setze historisch erst zu einem Zeitpunkt ein, an dem die Erziehung über Religion und Familie allein nicht mehr ausgereicht habe.
Wie Durkheim, so begriff auch Niklas Luhmann Erziehung als „eine intentionale Tätigkeit, die sich darum bemüht, Fähigkeiten von Menschen zu entwickeln und in ihrer sozialen Anschlussfähigkeit zu fördern.“ Auch Luhmann unterscheidet ausdrücklich zwischen Erziehung und Sozialisation; weil sein (systemtheoretisches) Interesse an Erziehung vorrangig autopoietischen Merkmalen gilt, die am offensichtlichsten in der institutionellen, das heißt schulischen Erziehung gegeben sind, spielt die Unterscheidung von „Erziehung“ und „Bildung“ bei ihm jedoch nur eine untergeordnete Rolle.

## Begriffsabgrenzung

### Erziehung vs. Sozialisation
Der Erziehungswissenschaftler Peter Menck definiert Sozialisation: Als Sozialisation wird der Prozess bezeichnet, in dem ein Mensch sich unter Aufnahme von und in Auseinandersetzung mit der gesellschaftlichen, kulturellen und materiellen Umwelt zu einer Persönlichkeit entwickelt. Er umfasst mit dieser globalen Aussage den gesamten Bildungsprozess des Menschen einschließlich der Fremd- und Selbsterziehung, vermeidet aber eine Binnendifferenzierung der Begriffe Erziehung, Bildung und Sozialisation. Die Begriffe Erziehung und Sozialisation greifen nach Menck ineinander, sind aber nicht deckungsgleich. Man könne von sich überschneidenden Kreisen sprechen. Der Didaktiker Siegbert Warwitz spricht von wachsenden Ringen, in denen sich der lebenslang zu gestaltende Bildungsprozess von Erziehung und Sozialisation vollzieht. Die Begriffe im Einzelnen für den Erziehungsalltag realitätsnah klar voneinander zu unterscheiden, ist nicht einfach. Beiträge zu dieser Frage stammen etwa aus der Soziologie, z. B. von Émile Durkheim (siehe weiter oben) oder von Friedhelm Neidhardt, für den Erziehung ein normatives Konzept ist, in dem bestimmte ideale pädagogische Vorstellungen umgesetzt werden, während Sozialisation als Sammelbegriff alle faktischen Bedingungen des Hineinwachsens in eine Gesellschaft bezeichnet. Der Soziologe Matthias Grundmann definierte 2009, dass unter Erziehung „die Etablierung sozial erwünschter Eigenschaften von Personen durch Bezugspersonen“ und unter Sozialisation „der ganz allgemeine, anthropologisch fundierte Sachverhalt der sozialen Gestaltung von verlässlichen Sozialbeziehungen und der intergenerationalen Tradierung von sozialem Handlungswissen“ zu verstehen sei. Auch die Bestandsaufnahme, die die Erziehungswissenschaftlerin Solvejg Jobst 2008 zum Begriff Sozialisation vorgenommen hat, war in erster Linie soziologisch ausgerichtet.

### Erziehung vs. Bildung
Nicht selbstverständlich ist weiterhin die Unterscheidung von Erziehung und Bildung. Wie Philipp Eggers bereits 1971 gezeigt hat, ist diese Unterscheidung vor allem im deutschsprachigen Raum gebräuchlich. Im englischen Sprachraum, der geistesgeschichtlich stark vom Positivismus geprägt ist, fällt Bildung vollständig mit Erziehung zusammen (education). Bekannt ist die Unterscheidung jedoch auch in den slawischen Sprachen, etwa im Russischen (воспитание vs. образование) und im Polnischen, und mit Einschränkungen auch im Französischen. Im deutschsprachigen Raum hat der Begriff seinen Ursprung im deutschen Idealismus und bezieht sich stärker als Erziehung auf die Kognition. Die ausdrücklich normativen Komponenten von Erziehung fehlen, ebenso wie die affektiven, und die Eigentätigkeit des sich bildenden Individuums steht im Vordergrund, wodurch der Begriff ein Element von Emanzipation erhält. So ist Bildung für Matthias Grundmann „die Kultivierung von Handlungswissen einzelner Individuen“.
Während Humboldt im ausgehenden 18. Jahrhundert noch die Bildung aller Menschen im Auge gehabt hatte, entwickelte Bildung sich zum 20. Jahrhundert hin tatsächlich zum Instrument sozialer Distinktion einer bildungsbürgerlichen Minderheit. Max Horkheimer und der Erziehungswissenschaftler Wolfgang Klafki haben sich darum bereits in den 1950er Jahren um eine zeitgemäße Neufassung des Bildungsbegriffs bemüht. Weithin geriet der Bildungsbegriff unter Legitimationszwang, als in den ausgehenden 1960er Jahren die Pädagogik von ihrer ursprünglich geisteswissenschaftlichen Orientierung zu einer modernen, empirisch orientierten Sozialwissenschaft umgebaut wurde, die auf Förderungsegalität ausgerichtet war.
Obwohl der Bildungsbegriff obsolet und inhaltlich hohl geworden war, erfuhr er seit Mitte der 1960er Jahre auch einen inflationären Gebrauch und wurde in massiver Überdehnung immer wieder auf Sachverhalte angewandt, die nach allen Definitionskriterien Erziehung sind. Auf die Problematik der Verwischung der Begriffe Erziehung und Bildung, die mit solchem inflationären Wortgebrauch verbunden ist, hat in jüngerer Zeit besonders nachdrücklich Klaus Prange hingewiesen, der dahinter vor allem Etikettenschwindel vermutet: „Mit dem Gütesiegel ‚Bildung‘ verliert Erziehung den Nimbus der Bevormundung und präsentiert als Offerte, was der Sache nach eben doch Erziehung ist.“

### Erziehung vs. Pädagogik
Nicht selbstverständlich ist weiterhin die Unterscheidung von Erziehung und Pädagogik. Noch Kant hat beide Ausdrücke meist synonym verwendet, und viele Autoren folgen ihm darin bis heute. Die Schwierigkeit der Unterscheidung beider Begriffe rührt insbesondere daher, dass die Pädagogik nicht nur eine um wissenschaftliche Erkenntnis bemühte Disziplin ist, sondern in erheblichem Umfang auch als „Erziehungskunst“, als Leitfaden für die erzieherische Praxis verstanden wird, also aktiv Erziehungsnormen setzt und damit selbst zum Erziehungsfaktor wird.
Klar trennbar sind die Begriffe Erziehung und Pädagogik hingegen vom Standpunkt der empirischen Pädagogik, die Erziehungsnormen zwar beschreibt, anders als die Praktische Pädagogik aber nicht selbst setzt.

## Pädagogische Grundperspektiven

### Anthropologie der Erziehung
Der Mensch kommt als ein hilfloses Wesen zur Welt, das fremder Fürsorge bedarf und seine körperlichen, geistigen und seelischen Anlagen in der Jugend und im weiteren Leben entwickeln muss, um ein vollwertiges Mitglied der menschlichen Gemeinschaft zu werden. Die Pädagogik charakterisiert den jungen Menschen insofern als Educandus: ein Wesen, das der Erziehung bedarf. Schon Herbart stellte den Educandus ausdrücklich in das Zentrum der erzieherischen Bemühungen, wollte, dass dieser „sich selbst finde“, und wies dem Erzieher dabei lediglich die Rolle des Unterstützers zu.
In diesem Sinn wird Erziehung von der Erziehungswissenschaft als Hilfe zur Selbstgestaltung der Persönlichkeit verstanden, wobei die tatsächliche Umsetzung letztendlich bei dem zu Erziehenden selbst liegt. Eine Garantie für das Gelingen des Lerntransfers gibt es dabei nach herrschender Auffassung nicht, der gewünschte Erfolg kann seitens des Erziehers nur erhofft werden: Der Charakter der Freiheit menschlicher Entscheidungen bestimmt jedoch, dass jedes Lernen letztlich mit Transferhoffnung verbunden bleibt und die Auswirkungen von Lernprozessen nicht programmiert werden können.
Schon der Philanthrop Christian Gotthilf Salzmann befasste sich in seinem satirischen Erziehungsratgeber Krebsbüchlein, das er 1780 erstmals mit dem Untertitel „Anweisung zu einer unvernünftigen Erziehung der Kinder“ herausbrachte, mit der Vorbildfunktion in der Erziehung. In mehr als dreißig Beispielen führt er aus, wie es einer verfehlten Erziehung gelingt, Kindern Untugenden anzuerziehen. Auf dem Titelbild ist ein Teich mit einem alten und drei jungen Krebsen zu sehen, die das Lehrer-Schüler-Verhältnis symbolisieren.

### Erziehende und zu erziehende
Erziehung ist ein Prozess, der sich zwischen den erziehenden Personen einerseits und zu erziehenden Personen andererseits vollzieht. Eltern und Lehrer bilden heute die wichtigsten und in der wissenschaftlichen Literatur am häufigsten behandelten Erziehungsinstanzen. Daneben bestehen zahlreiche weitere Institutionen, die Erziehungsverantwortung tragen und deren Angestellte Erziehung ausüben, wie z. B. Einrichtungen der Früherziehung, der Religionsgemeinschaften oder Sportvereine. Im alten, von der Zunftordnung geprägten Handwerk waren auch das Meisterehepaar eine Erziehungsinstanz, indem sie die im Hause lebenden Lehrlinge ebenso erzogen wie die eigenen Kinder. Letztendlich und als Zielvorgabe jeder Erziehung durch andere ist aber der Einzelne seine eigene Erziehungsinstanz, indem er im Sinne des lebenslangen Lernens in Form der Selbsterziehung selbst die Verantwortung für die eigene Entwicklung übernehmen muss, wenn die „Fremderziehung“ mit dem Auszug aus dem Elternhaus bzw. dem Ende der Berufsausbildung ausläuft.

### Erziehungsstandards
In Kulturen, die über ein Wissenschaftssystem verfügen, wird Erziehung mit ihren sehr komplexen Herausforderungen vielfach wissenschaftlich diskutiert und als eine gesellschaftliche Aufgabe betrachtet, die einer formalisierten qualifizierenden Ausbildung von Lehrern und Erziehern bedarf. Bereits in der Antike galt eine reife Persönlichkeit mit guten Umgangsformen und einem den gesellschaftlichen Normen entsprechenden Bildungsstand als erstrebenswertes Ergebnis guter Ausbildung durch renommierte Lehrer.
Erziehung findet im Rahmen der unterschiedlichen Werteordnungen der jeweiligen Gesellschaften statt. Die Zielsetzungen bestimmen sich in modernen westlichen Kulturen zunächst durch Tugenden wie Toleranz, Gewaltlosigkeit, Dialogbereitschaft, Kompromissfähigkeit, Mut, Zivilcourage oder Leistungsbereitschaft. Die Prinzipien der christlichen und der humanistischen Erziehung, aus denen die moderne westliche Erziehung hervorgegangen ist, haben sich in verschiedenen Teilen der Gesellschaft in unterschiedlicher Ausprägung erhalten.
Angemessenes Handeln muss einerseits den gesellschaftlichen Normen, andererseits der Persönlichkeitsstruktur des Heranwachsenden entsprechen. Unerwünschtes Verhalten, das den gegebenen Erziehungsstandards widerspricht, wird durch erzieherische Sanktionen und flankierende Maßnahmen bekämpft; erwünschtes Verhalten durch Verstärker gefördert und belohnt. Was als angemessen erscheint, bestimmt sich aus den Wertsetzungen und Verhaltensregeln der jeweiligen Gemeinschaft.
Falsche Erziehung kann zu Fehlentwicklungen führen (siehe auch: Erziehungserfolg). So betrachtete der Tiefenpsychologe und Pädagoge Alfred Adler die Verwöhnung als eine Form falscher Erziehung, die ebenso gravierende negative Folgen für die Entwicklung der Persönlichkeit haben kann wie die (besonders körperlich) strafende Erziehung oder ein lieblos-desinteressierter Erziehungsstil.
Erziehung beschränkt sich nicht nur auf Einzelaspekte des menschlichen Eigenschaftsspektrums wie die körperlichen, emotionalen, volitiven, sozialen, intellektuellen und lebenspraktischen Dispositionen, sondern nimmt das Gesamtprofil der werdenden Persönlichkeit in den Blick. Der Erziehungsprozess orientiert sich dabei einerseits an den Gegebenheiten des einzelnen Heranwachsenden und andererseits an den Erfordernissen der sozialen Gemeinschaft, in die sich der Einzelne integrieren muss. Erziehung vollzieht sich in konkreten Bewährungssituationen. Spezielle Erziehungsbereiche entwickeln didaktisch und methodisch spezialisierte Aufgabenfelder und Vorgehensweisen. Als solche haben sich in den hoch differenzierten Gesellschaften der Moderne Unterformen wie beispielsweise die Bewegungserziehung, die Persönlichkeitserziehung, die Gesundheitserziehung, die Sexualerziehung, die Sozialerziehung, die Medienerziehung, die Sprecherziehung, die Spielerziehung, die Umwelterziehung, die Verkehrserziehung oder die Wagniserziehung im Erziehungswesen etabliert.

## Probleme des Erziehungsbegriffs

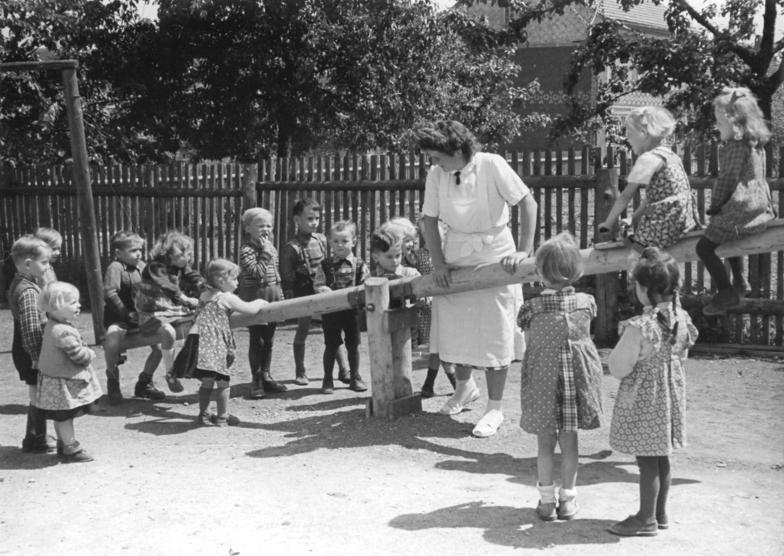
Wagniserziehung im Kindergarten (Thüringen 1955)

### Negative Anmutungen
Das deutsche Wort „Erziehung“ ist in den Köpfen mancher Zielgruppen, auch Eltern, zum Teil mit negativen Assoziationen besetzt. Wie unter anderem Werner Loch aufgewiesen hat, wird ihr ein autoritärer Beigeschmack und eine Belastung mit Tendenzen von Unterdrückung, Entmündigung, Gängelung oder Engstirnigkeit zugeschrieben. Auch innerhalb der Pädagogik wird, wie unter anderem Niklas Luhmann und Dieter Lenzen gezeigt haben, Erziehung häufig als Zumutung empfunden.
Im Bezug auf erwachsene Edukanden wird der Begriff „Erziehung“ heute in der Regel als entmündigend oder stigmatisierend empfunden und weitgehend vermieden. So spricht man etwa im Verkehrsleben bei der Instruktion von Kindern und Jugendlichen von „Verkehrserziehung“, bei erwachsenen Verkehrsteilnehmern (z. B. Fahrschüler oder Verkehrssünder) dagegen von Schulung, Lehrgang oder Verkehrsunterricht. Eine theoretisch fundierte Aussage darüber, warum Erziehung nur im Jugendalter funktionieren und zumutbar sein soll, gibt es von Seiten der Pädagogik jedoch nicht, und Psychologie und Soziologie gehen davon aus, dass die Sozialisation ein lebenslanger Prozess ist, der – etwa mit Mitteln der Psychotherapie, der Sozialtherapie oder der Geragogik – auch im Erwachsenenalter noch methodisch beeinflusst werden kann.
Der Missbrauch des Wortes „Erziehung“ für Indoktrination oder Gehirnwäsche hat bei einigen Autoren den Verdacht geweckt, dass der Begriff auch in seinem gewöhnlichen Kontext als Euphemismus für Machtmissbrauch gebraucht sein könnte. Die radikalste Ausformung dieser Skepsis findet sich in antipädagogischen Konzepten, wie sie heute z. B. noch von Hubertus von Schoenebeck vertreten werden.

### Begriffliche Unschärfe
Ein Problem der deutschsprachigen Pädagogik besteht in der begrifflichen Unschärfe des Erziehungsbegriffs, über dessen inhaltliche Bestimmung bislang keine Einigkeit erzielt wurde und dessen Konnotationen außerhalb des deutschen Sprachraums oftmals keine Entsprechung haben. So existiert keine englischsprachige „Erziehungswissenschaft“, und die im englischen Sprachraum etablierte Teildisziplin philosophy of education lässt sich nicht linear mit der deutschsprachigen Erziehungswissenschaft gleichsetzen und unterscheidet sich zudem zwischen England, USA und Australien. Daraus ergeben sich für die deutschsprachige Pädagogik im internationalen fachlichen Austausch manchmal Verständigungsschwierigkeiten, obwohl Forschungsprobleme und Fragestellungen länderübergreifend oft sehr ähnlich gelagert sind.

## Rechtliche Perspektive

### Erziehungsrecht und Erziehungspflicht der Eltern im deutschsprachigen Raum
Die Erziehung in Elternhaus und Schule ist in vielen Ländern gesetzlich geregelt. Zu den Rechten und Pflichten der Elternerziehung in Deutschland heißt es in Art. 6 Abs. 2 Grundgesetz: Pflege und Erziehung der Kinder sind das natürliche Recht der Eltern und die zuvörderst ihnen obliegende Pflicht. Über ihre Betätigung wacht die staatliche Gemeinschaft. In der Schweiz besteht mit Art. 296 Zivilgesetzbuch (ZGB) eine ähnliche Regelung. In Österreich spricht man von „Obsorge“. Eltern, die ihren Erziehungsaufträgen zum Wohle des Kindes nicht nachkommen, kann der Staat gemäß Art. 6 Abs. 2 Satz 2 GG das Erziehungsrecht entziehen und Fürsorgeeinrichtungen übertragen.

### Staatlicher Erziehungsauftrag in Deutschland
Der staatliche Erziehungsauftrag geht aus Artikel 7 (1) GG hervor. Er stellt das Schulwesen unter die Aufsicht des Staates und ist dem elterlichen Erziehungsrecht gleichgestellt. Die gesetzliche Schulpflicht dient dem Ziel der Durchsetzung dieses staatlichen Erziehungsauftrages, der nicht nur die Vermittlung von Wissensstoff, sondern auch das Heranbilden des Kindes zu einem selbstverantwortlichen Mitglied der Gesellschaft zum Ziel hat.

## Redewendungen
- für mangelhafte Erziehung/Umgangsformen: Er/sie hat die Kinderstube im Schnellzug durcheilt oder er/sie ist im Galopp durch die Kinderstube geritten
- für gehobene Erziehung: Er/sie ist ein Mensch mit (von) Erziehung.

### Fachliteratur
Allgemeines
- Winfried Böhm: Der pädagogische Placebo-Effekt. Die Wirksamkeit von Erziehung. Schöningh, Paderborn 2016, ISBN 978-3-506-78581-7.

- Wolfgang Brezinka: Grundbegriffe der Erziehungswissenschaft, 5. Auflage, Ernst Reinhardt Verlag, München 1990.
- Bernhard Bueb: Lob der Disziplin. Eine Streitschrift. List, Ullstein Taschenbuch, Berlin 2008, ISBN 978-3-548-36930-3.
- Urs Fuhrer: Lehrbuch Erziehungspsychologie. 2., überarbeitete Auflage. Huber, Bern 2009, ISBN 978-3-456-84360-5.
- Erich E. Geissler: Die Erziehung. Ihre Bedeutung, ihre Grundlagen und ihre Mittel. Ergon, Würzburg 2006, ISBN 3-89913-535-0.
- Peter Menck: Was ist Erziehung? Eine Einführung in die Erziehungswissenschaft. 3., neubearbeitete Auflage universi, Siegen 2015, ISBN 978-3-936533-65-1, Online=.
- Jürgen Oelkers: Einführung in die Theorie der Erziehung. Beltz, Weinheim 2001, ISBN 3-407-25519-5.
- Christian Gotthilf Salzmann: Krebsbüchlein oder Anweisung zu einer unvernünftigen Erziehung der Kinder, Reclam, Leipzig 1790.
- Eduard Spranger: Der geborene Erzieher. Quelle & Meyer, Heidelberg 1958.
- Siegbert A. Warwitz: Die Frage des Lerntransfers, In: Ders.: Verkehrserziehung vom Kinde aus. Wahrnehmen–Spielen–Denken–Handeln, Schneider Verlag, 6. Auflage, Baltmannsweiler 2009, S. 280–281, ISBN 978-3-8340-0563-2.
- Siegbert A. Warwitz: Wenn Wagnis den Weg weist des Werdens, In: Ders.: Sinnsuche im Wagnis. Leben in wachsenden Ringen. 2. erweiterte Auflage, Verlag Schneider, Baltmannsweiler 2016, ISBN 978-3-8340-1620-1, S. 260–295.

Geschichte der Erziehung
- Norbert Kühne: Vorschulische Erziehung – Wandel und pädagogische Profession der frühen Bildung, Raabe Verlag, Stuttgart 2017
- Timo Hoyer: Sozialgeschichte der Erziehung. Von der Antike bis in die Moderne. Wissenschaftliche Buchgesellschaft, Darmstadt 2015, ISBN 978-3-534-17517-8.
- Franz-Josef Wehnes: Erziehung von heute – Erziehung für morgen. 1980.

Spezialthemen
- Marius Harring, Oliver Böhm-Kasper, Carsten Rohlfs und Christian Palentien: Peers als Bildungs- und Sozialisationsinstanzen – eine Einführung in die Thematik, In: Mariua Harring u. a.: (Hrsg.): Freundschaften, Cliquen und Jugendkulturen Peers als Bildungs- und Sozialisationsinstanzen, VS-Verlag, Wiesbaden 2010.
- Ulrike Prokop (Hrsg.): Erziehung als Unterhaltung in den populären TV-Ratgebern „Super Nanny“ und „S.O.S. Schule“. Tectum Verlag, Marburg 2008, ISBN 978-3-8288-9652-9.

### Ratgeberliteratur
- Po Bronson, Ashley Merryman: 10 schockierende Wahrheiten über Erziehung. Was eine Stunde Schlaf mit ADS zu tun hat, warum Sie Ihr Kind besser nicht loben sollten und warum besonders gut gemeinte Erziehung keine 'Engel' produziert. (Originaltitel: Nurture Shock). Riemann Verlag, 2010, ISBN 978-3-570-50119-1.
- Andreas Dutschmann: Das Konfliktlösungstraining für Eltern und Pädagogen (KLT). verlag modernes lernen, Dortmund 2005, ISBN 3-938187-06-9.
- Urs Fuhrer: Erziehungskompetenz. Was Eltern und Familien stark macht. Huber, Bern 2007, ISBN 978-3-456-84370-4.
- Britta Hahn: Ich will anders, als du willst, Mama! Junfermann, Paderborn 2007, ISBN 978-3-87387-665-1.
- Michael Köditz: Wenn Kinder schwierig sind. Eine Hilfestellung für Eltern, Lehrer und Erzieher. dtv Verlag, München 2004, ISBN 3-423-34117-3.
- Norbert Kühne: Erziehen und Fördern – die 100 wichtigsten Fragen (FAQ). Bildungsverlag EINS, Troisdorf 2004, ISBN 3-427-19372-1.
- Monika Löhle: Wie Kinder ticken. Vom Verstehen zum Erziehen. Huber Verlag, Bern 2007, ISBN 978-3-456-84496-1.
- Walter Schmidt: Solange du deine Füße ... – Was Erziehungsfloskeln über uns verraten. Eichborn, Köln 2014, ISBN 978-3-8479-0563-9.
- Bernd Seemann, Anna Seemann: Bedienungsanleitung Kind. LOBmedia-Lehmanns, Berlin 2007, ISBN 978-3-86541-210-2.